# Skandi Vitória
Le OCSV Skandi Vitória  (Offshore Construction  Support Vessel) est un navire de service polyvalent pour les travaux offshore appartenant à la compagnie norvégienne DOF ASA et opérant pour l'entreprise offshore du secteur de l'énergie TechnipFMC en tant que navire poseur de canalisations (Pipe-laying ship en anglais). Il navigue sous pavillon du Brésil du port d'attache de Rio de Janeiro.
Il est, depuis sa mise en fonction, employé par la compagnie brésilienne Petrobras.

## Caractéristiques
Le navire a été construit au chantier naval brésilien d'Ipojuca (maintenant Vard Group). Le navire est capable de travaux de construction et de pose de tuyaux flexibles à des profondeurs allant jusqu'à 2.300 mètres. Sa grue principale a une capacité de 250 tonnes, et la tour inclinable offre une tension maximale de 350 tonnes, tandis que les travaux sont effectués à travers une trappe centrale (moonpool) mesurant 7,2x7,2 mètres. Il est aussi équipé de diverses grues de pont.
Son pont de travail de 2.100 m² peut recevoir, pour une charge maximale de 10  tonnes/m², un carrousel de 2.000 tonnes et 750 tonnes de fret. Il est équipé, sous hangar de 243 m², de deux sous-marins télécommandés de travail (WROV) de type Triton XLX 150 HP, capables d'effectuer des tâches à des profondeurs allant jusqu'à 2.500 mètres.
Le déplacement sur zone de chantier s'effectue à une vitesse maximale élevée de 14 nœuds et la précision de positionnement sur zone de travail est assurée par le système de positionnement dynamique. La propulsion se compose de six moteurs diesel-électrique.  
Il y a des cabines à bord pour 120 personnes. La livraison du personnel et des marchandises peut être effectuée à l'aide d'une hélisurface conçue pour recevoir des hélicoptères de type Sikorsky S-92.

### Articles externes
- Skandi Vitoria - Site marinetraffic
- Skandi Vitoria - DOF ASA
- Flotte de TechnipFMC - Site TechnipFMC